# Camille Radou
Pour les articles homonymes, voir Radou.
Camille Radou, née le 19 avril 1993, est une nageuse française.

## Carrière
Aux Championnats d'Europe juniors de natation 2008 à Belgrade, Camille Radou est médaillée d'or du  relais 4 × 100 mètres nage libre, médaillée d'argent du relais 4 × 200 mètres nage libre et médaillée de bronze du 200 mètres nage libre.
Elle remporte aux Championnats d'Europe juniors de natation 2009 à Prague la médaille d'or du 200 mètres nage libre et la médaille de bronze du 100 mètres nage libre. Elle est la même année médaillée de bronze du relais 4 × 200 mètres nage libre aux Championnats de France de natation 2009 à Montpellier et médaillée d'or du relais 4 × 100 mètres nage libre aux Gymnasiades de Doha.